# Річард Джекмен
Річард Джекмен (англ. Ric Jackman, нар. 28 червня 1978, Торонто) — канадський хокеїст, що грав на позиції захисника.
Володар Кубка Стенлі.

## Ігрова кар'єра
Хокейну кар'єру розпочав 1993 року виступами на юніорському рівні «Місісаґа Сенаторс ААА». З 1995 по 1998 Річард захищав кольори команди ОХЛ «Су-Сент-Марі Грейхаунд».
1996 року був обраний на драфті НХЛ під 5-м загальним номером командою «Даллас Старс». У 1999 році дебютував у складі «зірок». Сезон 2001–02 Джекмен зіграв дві гри за «Бостон Брюїнс», а більшість сезону у фарм-клубі «Провіденс Брюїнс». У наступному сезоні захисник відіграв у двох клубах «Торонто Мейпл-Ліфс» та «Піттсбург Пінгвінс».
Під час локауту сезону 2004–05 захищав кольори шведського клубу «Б'єрклевен».
Після повернення до «Піттсбург Пінгвінс» Річарда обміняли на гравця «Флорида Пантерс» Петра Татічека.
3 січня 2007 Джекмена обміняли до клубу «Анагайм Дакс» з яким він здобув Кубок Стенлі.
Влітку 2007 після п'яти сезонів у НХЛ канадець уклав контракт з австрійським «Ред Булл» (Зальцбург), а кінцівку сезону дограв у шведському «Лександі». Сезон 2009–10 Річард провів у швейцарському «Білі». У 2010 році він прийняв спеціальне запрошення від команди «Юта Гріззліс». 5 грудня 2010 Річард уклав дворічну угоду з словацькою командою «Слован» (Братислава), але оскільки клуб мав фінансові труднощі, Джекмен відмовився від контракту. 17 липня 2011 Річард та команда «Анян Галла» уклали трирічну угоду.
Через два сезони канадець повернувся до Європи, де рік відіграв за угорський клуб «Альба Волан».
26 серпня 2014 японська команда Азійської ліги «Ніппон Пейпер Крейнс» уклала з гравцем однорічну угоду.
11 червня 2015 клуб БЕЛ «Брегед Клан» підписав з Річардом контракт на один сезон. У сезоні 2016-17 Джекмен захищав кольори іншого британського клубу «Файф Флаєрс». У квітні 2017 захисник підтвердив заверешення ігрової кар'єри.
Загалом провів 238 матчів у НХЛ, включаючи 7 ігор плей-оф Кубка Стенлі.

## Нагороди та досягнення
- Володар Кубка Стенлі у складі «Анагайм Дакс» — 2007.
- Володар Кубка Шпенглера у складі збірної Канади — 2008.

## Статистика

### Клубні виступи
| Сезон        | Клуб                     | Ліга           | Регулярний сезон | Регулярний сезон | Регулярний сезон | Регулярний сезон | Регулярний сезон | Плей-оф | Плей-оф | Плей-оф | Плей-оф | Плей-оф |
| Сезон        | Клуб                     | Ліга           | І                | Г                | П                | О                | ШХ               | І       | Г       | П       | О       | ШХ      |
| ------------ | ------------------------ | -------------- | ---------------- | ---------------- | ---------------- | ---------------- | ---------------- | ------- | ------- | ------- | ------- | ------- |
| 1993–94      | «Місісаґа Сенаторс ААА»  | ВТХЛ           | 81               | 35               | 53               | 88               | 156              | —       | —       | —       | —       | —       |
| 1994–95      | «Місісаґа Сенаторс ААА»  | ВТХЛ           | 53               | 20               | 37               | 57               | 120              | —       | —       | —       | —       | —       |
| 1994–95      | «Ричмонд Гілл Райот»     | МетЮХЛ         | 10               | 2                | 9                | 11               | 16               | —       | —       | —       | —       | —       |
| 1995–96      | «Су-Сент-Марі Грейхаунд» | ОХЛ            | 66               | 13               | 29               | 42               | 97               | 4       | 1       | 0       | 1       | 15      |
| 1996–97      | «Су-Сент-Марі Грейхаунд» | ОХЛ            | 53               | 13               | 34               | 47               | 116              | 10      | 2       | 6       | 8       | 24      |
| 1997–98      | «Су-Сент-Марі Грейхаунд» | ОХЛ            | 60               | 33               | 40               | 73               | 111              | —       | —       | —       | —       | —       |
| 1997–98      | «Мічиган К-Вінгс»        | ІХЛ            | 14               | 1                | 5                | 6                | 10               | 4       | 0       | 0       | 0       | 10      |
| 1998–99      | «Мічиган К-Вінгс»        | ІХЛ            | 71               | 13               | 17               | 30               | 106              | 5       | 0       | 4       | 4       | 6       |
| 1999–2000    | «Даллас Старс»           | НХЛ            | 22               | 1                | 2                | 3                | 6                | —       | —       | —       | —       | —       |
| 1999–2000    | «Мічиган К-Вінгс»        | ІХЛ            | 50               | 3                | 16               | 19               | 51               | —       | —       | —       | —       | —       |
| 2000–01      | «Даллас Старс»           | НХЛ            | 16               | 0                | 0                | 0                | 18               | —       | —       | —       | —       | —       |
| 2000–01      | «Юта Гріззліс»           | ІХЛ            | 57               | 9                | 19               | 28               | 24               | —       | —       | —       | —       | —       |
| 2001–02      | «Провіденс Брюїнс»       | АХЛ            | 9                | 0                | 1                | 1                | 8                | 2       | 0       | 0       | 0       | 2       |
| 2001–02      | «Бостон Брюїнс»          | НХЛ            | 2                | 0                | 0                | 0                | 2                | —       | —       | —       | —       | —       |
| 2002–03      | «Сент-Джонс Мейпл-Ліфс»  | АХЛ            | 8                | 2                | 6                | 8                | 24               | —       | —       | —       | —       | —       |
| 2002–03      | «Торонто Мейпл-Ліфс»     | НХЛ            | 42               | 0                | 2                | 2                | 41               | —       | —       | —       | —       | —       |
| 2003–04      | «Торонто Мейпл-Ліфс»     | НХЛ            | 29               | 2                | 4                | 6                | 13               | —       | —       | —       | —       | —       |
| 2003–04      | «Сент-Джонс Мейпл-Ліфс»  | АХЛ            | 3                | 2                | 1                | 3                | 0                | —       | —       | —       | —       | —       |
| 2003–04      | «Піттсбург Пінгвінс»     | НХЛ            | 25               | 7                | 17               | 24               | 14               | —       | —       | —       | —       | —       |
| 2004–05      | «Б'єрклевен»             | Аллсв          | 46               | 13               | 26               | 39               | 209              | —       | —       | —       | —       | —       |
| 2005–06      | «Піттсбург Пінгвінс»     | НХЛ            | 49               | 6                | 22               | 28               | 46               | —       | —       | —       | —       | —       |
| 2005–06      | «Флорида Пантерс»        | НХЛ            | 15               | 1                | 1                | 2                | 6                | —       | —       | —       | —       | —       |
| 2006–07      | «Флорида Пантерс»        | НХЛ            | 7                | 1                | 0                | 1                | 10               | —       | —       | —       | —       | —       |
| 2006–07      | «Анагайм Дакс»           | НХЛ            | 24               | 1                | 10               | 11               | 10               | 7       | 1       | 1       | 2       | 2       |
| 2007–08      | «Ред Булл»               | Австрія        | 31               | 7                | 23               | 30               | 34               | —       | —       | —       | —       | —       |
| 2007–08      | «Лександ»                | Аллсв          | 8                | 1                | 5                | 6                | 10               | 10      | 4       | 5       | 9       | 10      |
| 2008–09      | «Лександ»                | Аллсв          | 29               | 8                | 12               | 20               | 91               | —       | —       | —       | —       | —       |
| 2009–10      | «Біль»                   | НЛА            | 47               | 6                | 14               | 20               | 113              | —       | —       | —       | —       | —       |
| 2010–11      | «Юта Гріззліс»           | ХЛСУ           | 16               | 4                | 10               | 14               | 4                | —       | —       | —       | —       | —       |
| 2010–11      | «Слован» (Братислава)    | Сл. Екстраліга | 23               | 3                | 10               | 13               | 42               | 7       | 1       | 2       | 3       | 4       |
| 2011–12      | «Анян Галла»             | АЛ             | 36               | 9                | 28               | 37               | 36               | 5       | 1       | 4       | 5       | 6       |
| 2012–13      | «Анян Галла»             | АЛ             | 41               | 16               | 38               | 54               | 28               | 3       | 1       | 0       | 1       | 6       |
| 2013–14      | «Альба Волан»            | Австрія        | 52               | 4                | 21               | 25               | 42               | 4       | 0       | 1       | 1       | 0       |
| 2014–15      | «Ніппон Пейпер Крейнс»   | АЛ             | 46               | 13               | 13               | 26               | 62               | —       | —       | —       | —       | —       |
| 2015–16      | «Брегед Клан»            | БЕЛ            | 41               | 6                | 14               | 20               | 10               | 2       | 0       | 0       | 0       | 0       |
| 2016–17      | «Файф Флаєрс»            | БЕЛ            | 43               | 2                | 18               | 20               | 28               | 2       | 0       | 0       | 0       | 2       |
| Усього в ІХЛ | Усього в ІХЛ             | Усього в ІХЛ   | 192              | 26               | 57               | 83               | 191              | 9       | 0       | 4       | 4       | 16      |
| Усього в НХЛ | Усього в НХЛ             | Усього в НХЛ   | 231              | 19               | 58               | 77               | 166              | 7       | 1       | 1       | 2       | 2       |
| Усього в АЛ  | Усього в АЛ              | Усього в АЛ    | 123              | 38               | 79               | 117              | 126              | 8       | 2       | 4       | 6       | 12      |

### Збірна
| Рік              | Команда          | Турнір           | Місце            | І | Г | П | О | ШХ |
| ---------------- | ---------------- | ---------------- | ---------------- | - | - | - | - | -- |
| 1997             | Канада           | МЧС              | 1                | 7 | 2 | 0 | 2 | 0  |
| Молодіжна збірна | Молодіжна збірна | Молодіжна збірна | Молодіжна збірна | 7 | 2 | 0 | 2 | 0  |